# Retycja
Retycja – imię żeńskie, żeński odpowiednik imienia Retyk, Retycjusz, oznaczające osobę wywodzącą się z plemienia Retów. Patronem tego imienia jest św. Retyk, biskup (zm. w 334 roku). 
Retycja imieniny obchodzi 15 maja.